# Bois de senteur blanc
Pour les articles homonymes, voir Bois de senteur.
Ruizia cordata
Espèce
Classification phylogénétique
Statut de conservation UICN

 CR  : 
En danger critique
Synonymes
- Ruizia laciniata Cav.[2]
- Ruizia lobata Cav.[2]
- Ruizia palmata Cav.[2]
- Ruizia variabilis Jacq.[2]

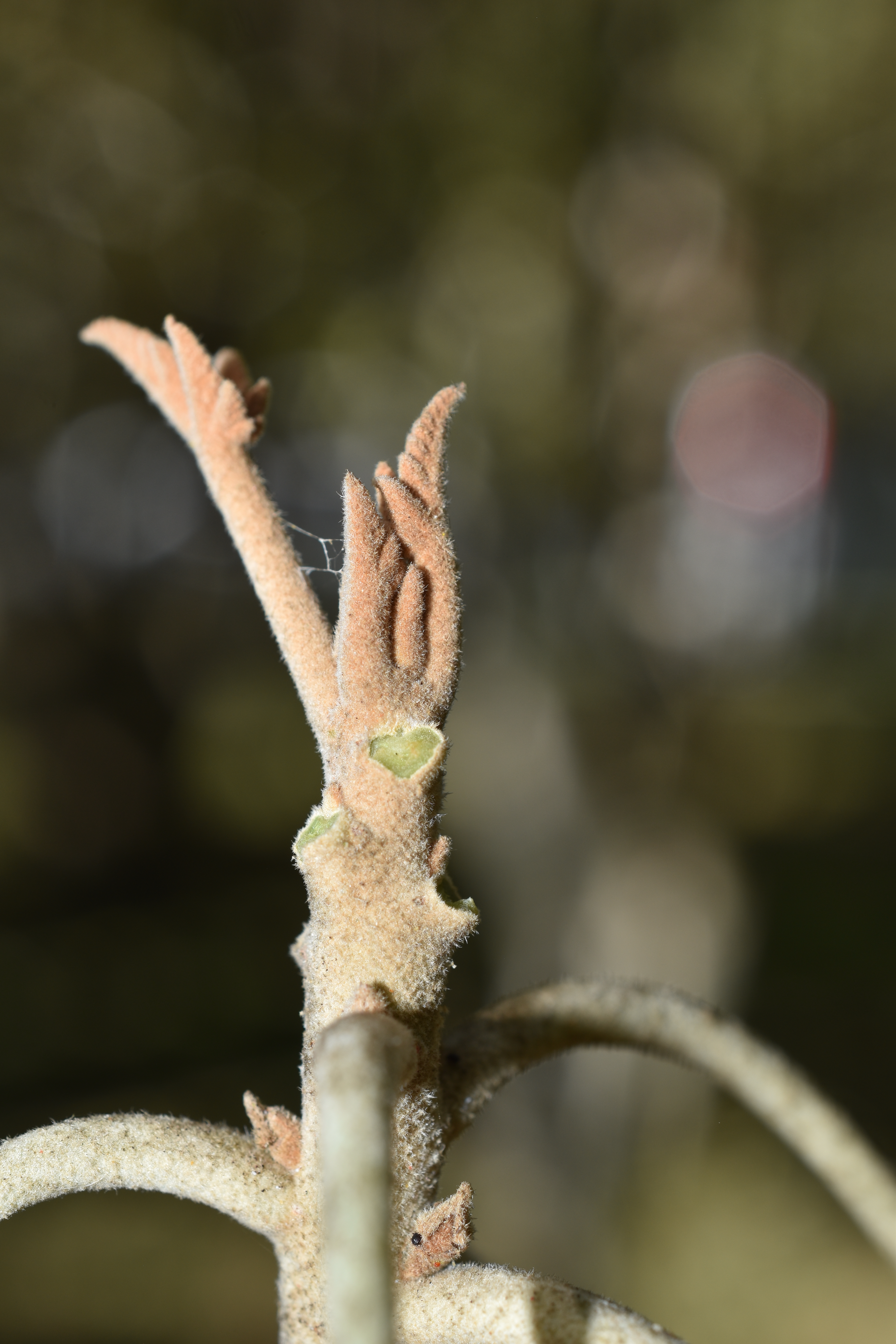
Photo de l'extrémité d'un rameau de Ruizia cordata, prise dans le Conservatoire Botanique National de Mascarin (CBN-CPIE Mascarin), situé à Saint-Leu, La Réunion.

Le bois de senteur blanc (Ruizia cordata) est une espèce de plantes à fleurs de la famille des Malvaceae. C'est un petit arbre endémique de l'île de La Réunion, dans le Sud-Ouest de l'océan Indien. Il se trouve plutôt à basse altitude. Cette espèce est la seule actuellement reconnue dans le genre Ruizia (taxon monotypique).

## Galerie photos

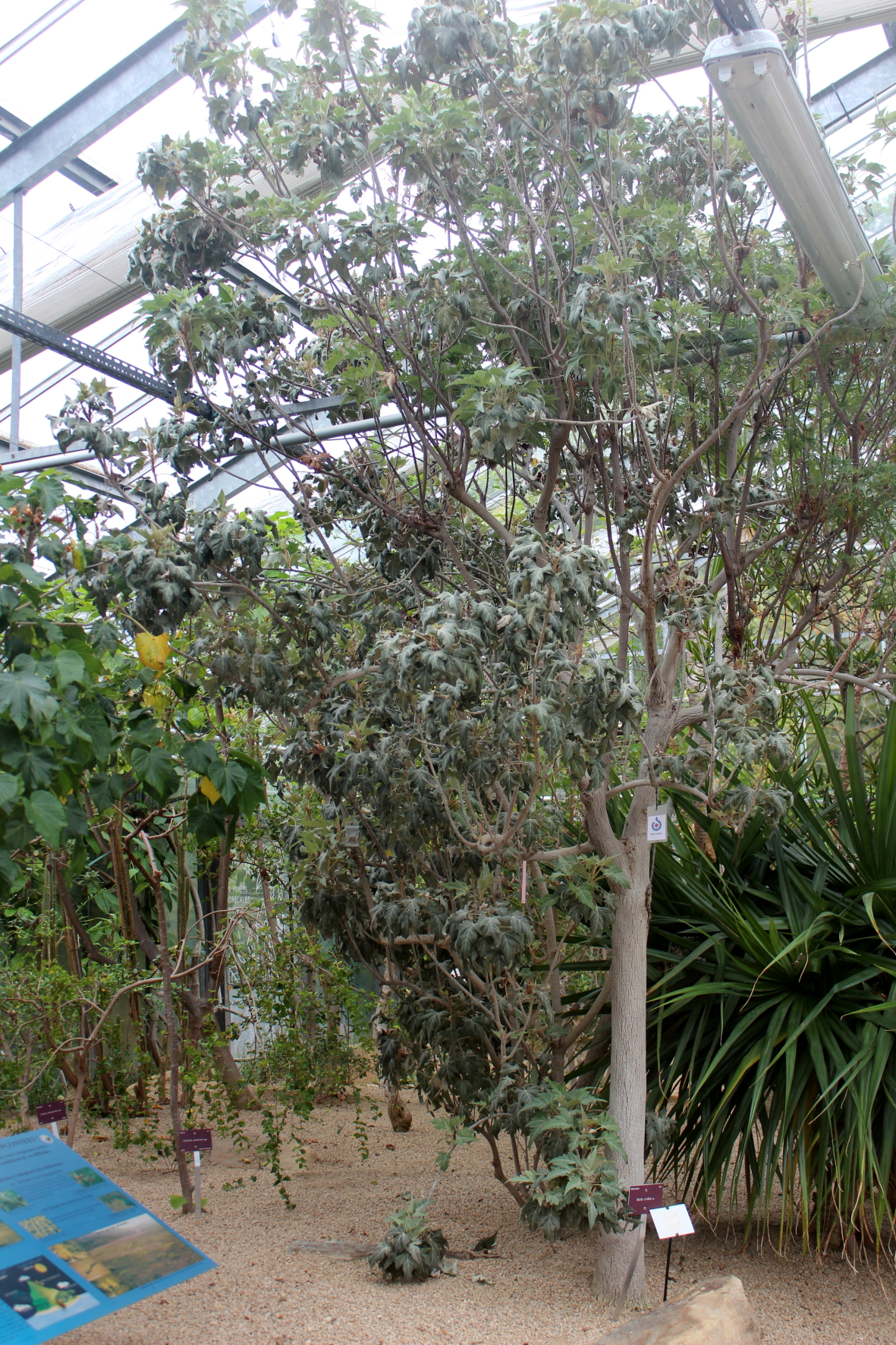
Plant de Rothmannia sous serre.
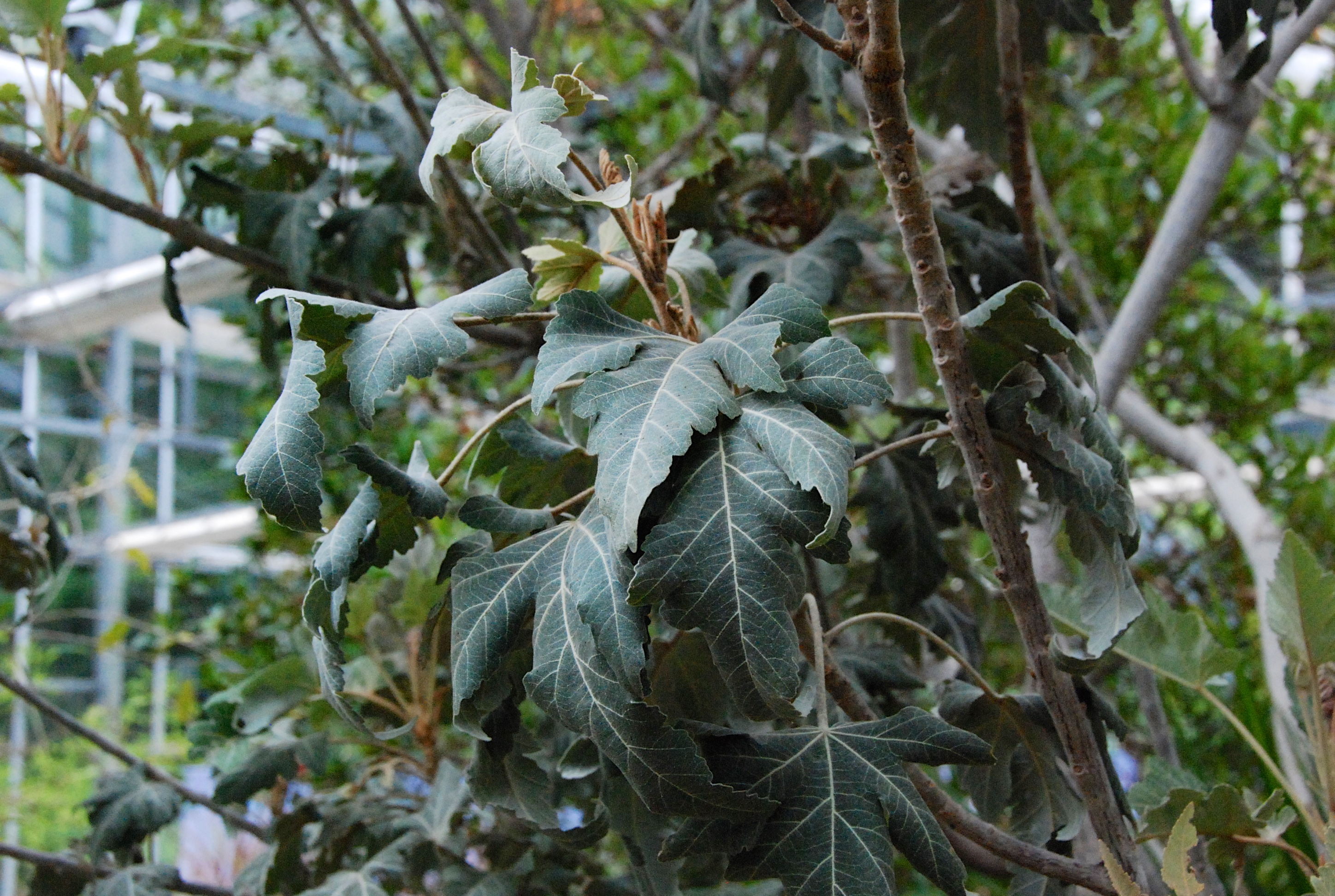
Branche.
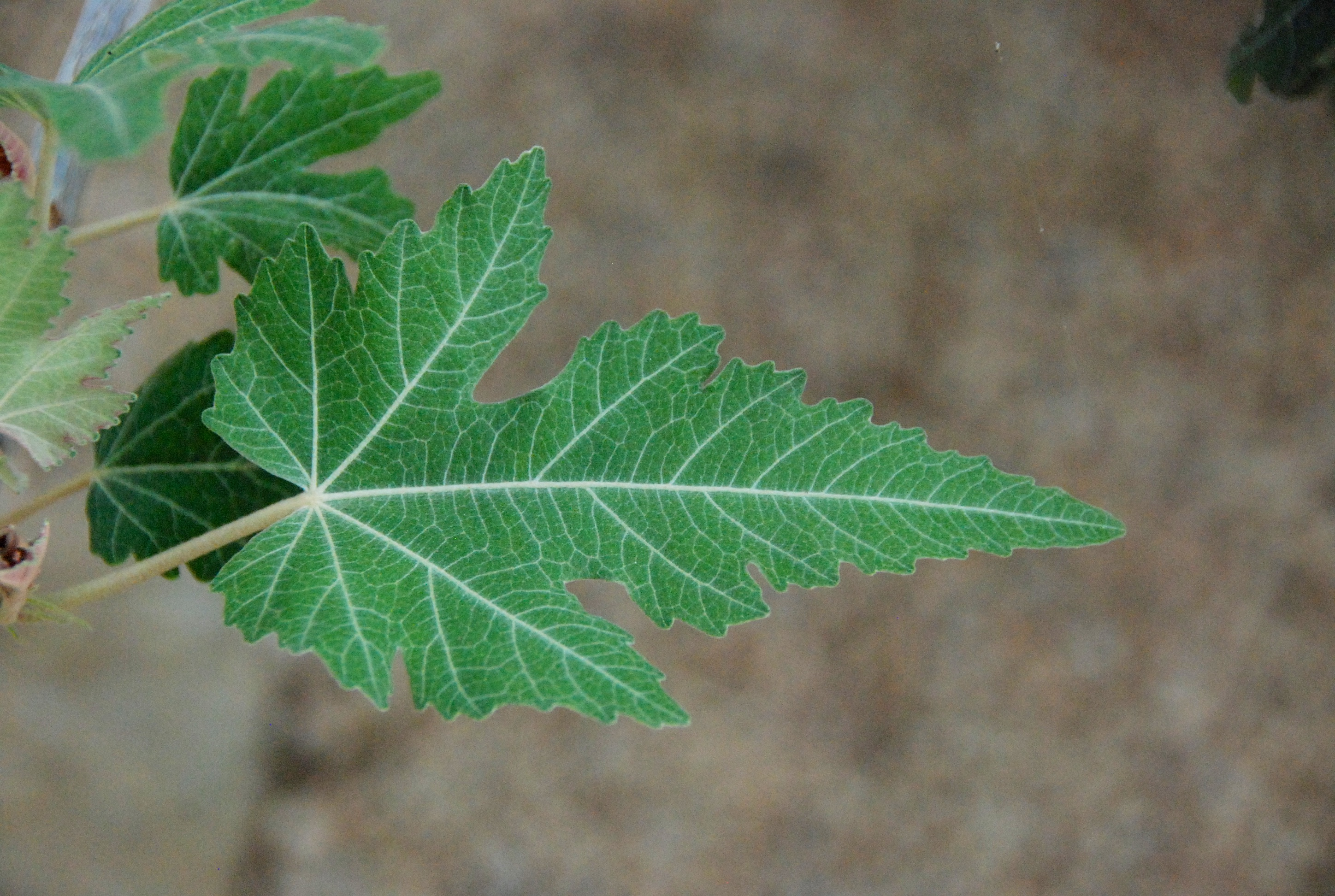
Détail d'une feuille.
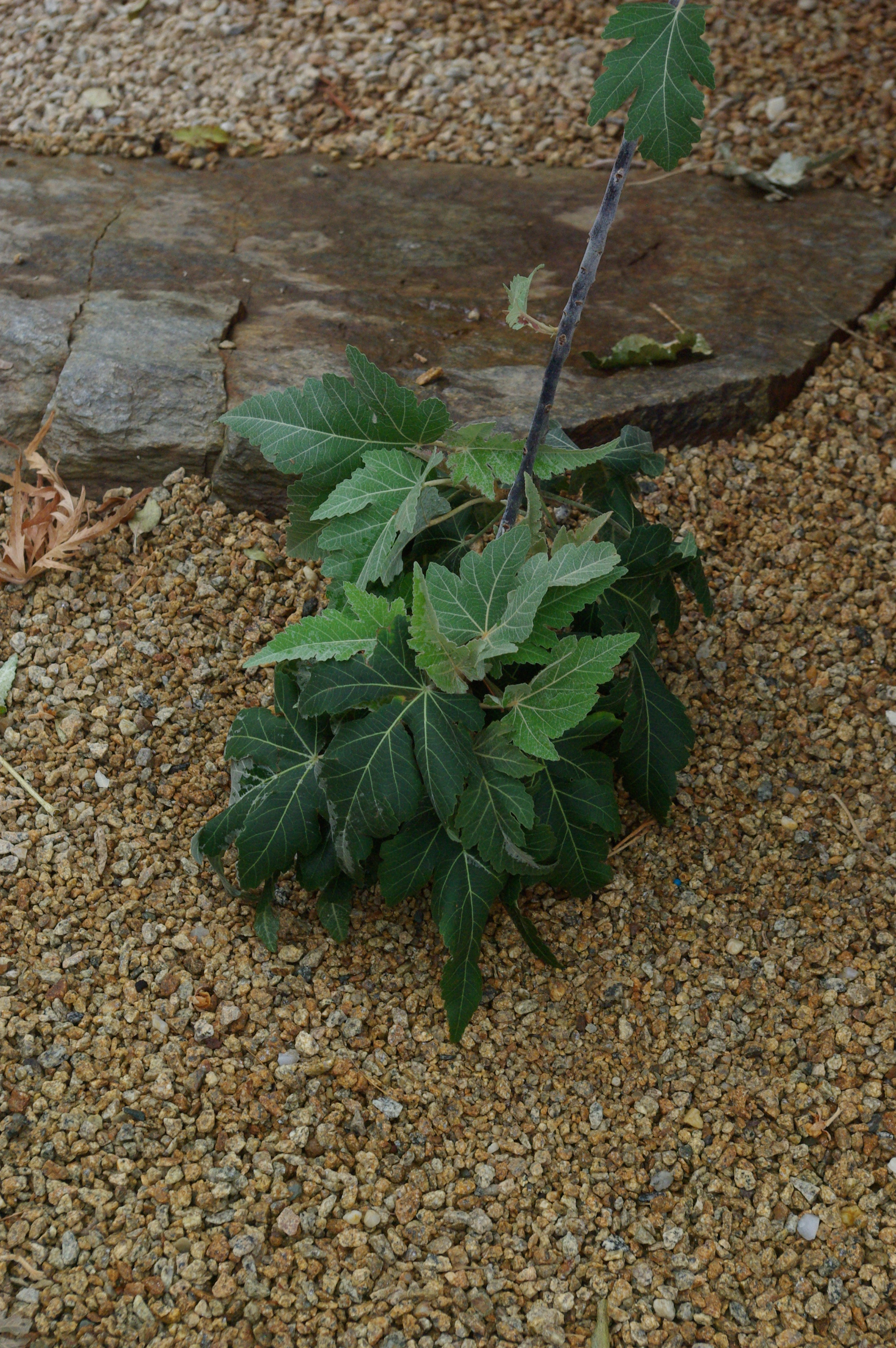
Jeune pousse.
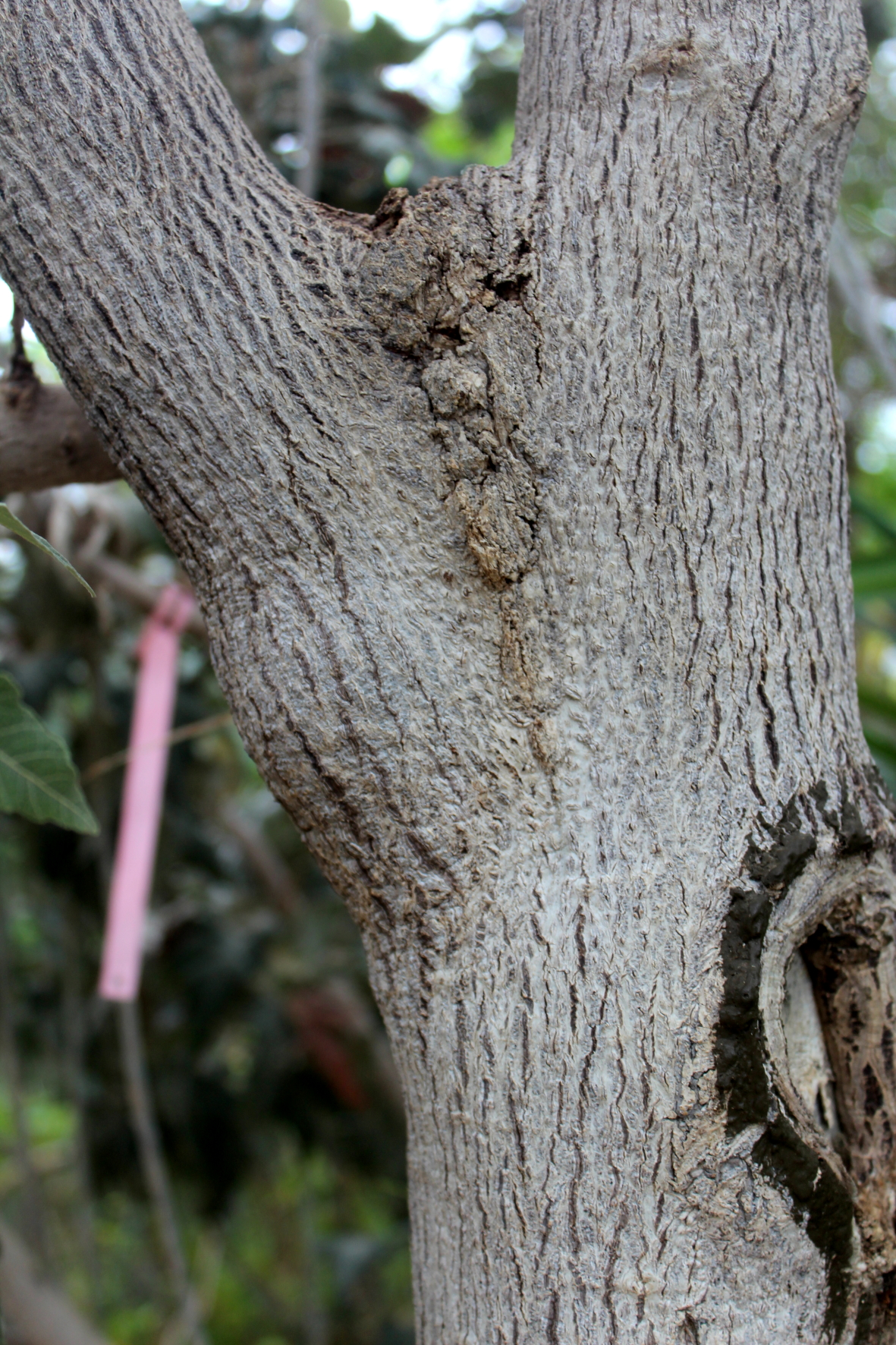
Détail du tronc.

## Description

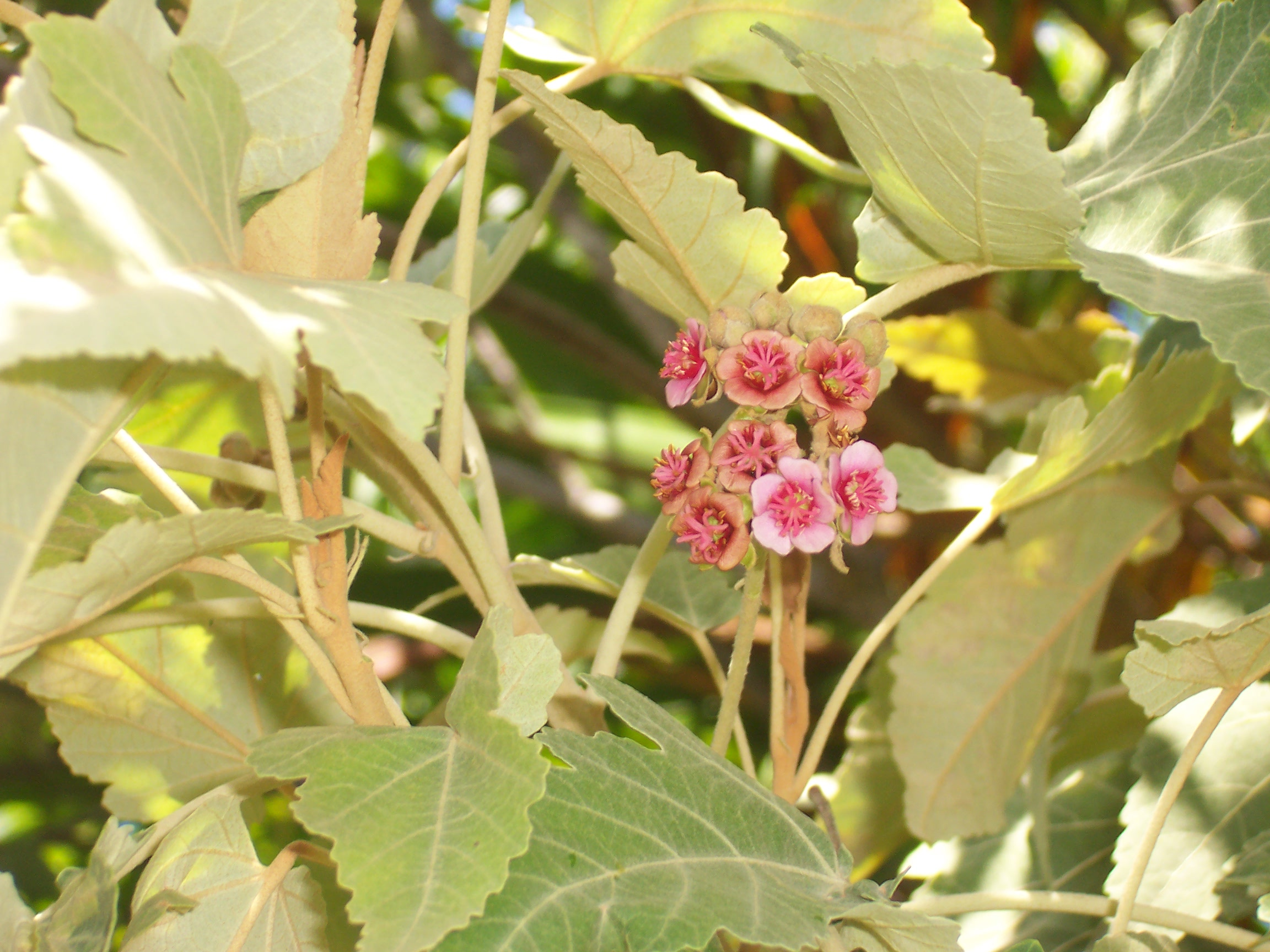
Fleurs.

C'est un cas d'hétérophyllie : les feuilles jeunes sont très découpées et vert pâle, tandis que les feuilles adultes sont argentées.

## Protection et menaces
L'espèce décline nettement au cours du XXe siècle pour de nombreuses raisons, dont la destruction de son habitat (notamment à cause de la construction de routes) et son écorçage par des tisaneurs et des rats. 
Dans les années 1970, seuls trois individus sont recensés sur l'île de la Réunion. Grâce à la récupération de boutures, 500 jeunes plants ont pu être reproduits et cultivés, pour être réintroduits dans l'île en 1989 par le Conservatoire botanique de Brest, grâce à une action concertée avec l'association Réunion Nature Environnement (SREPEN), qui a fait de cette espèce son symbole. Cette espèce a fait l'objet d'un plan national d'action entre 2012 et 2016.
1 700 exemplaires devraient être replantés à La Grande Chaloupe avant la fin des années 2010.

## Aspects culturels
Le bois de senteur blanc est considéré localement comme un porte-bonheur. Le Premier ministre Manuel Valls en a planté symboliquement un pied avant l'inauguration de la centrale de production photovoltaïque de la société Akuo Energy sur l'île de la Réunion, le 11 juin 2015,.